# 방이습지
방이습지는 방이동에 인공으로 조성된 습지이다.

### 위치
- 송파구 방이동 443-8 일대

### 생태경관보전지역 지정
- 지정일 : 2002.04.15
- 지정면적 : 58,909m2(28필지)
- 토지현황 : 공유지 52,790m2(89.6%), 사유지 6,119m2(10.4%)
- 지정사유 : 생물다양성이 풍부한 습지생태계를 형성하고 있는 지역으로 보호가 필요함
- 주요시설 : 안내소 1개소, 관찰데크 398m, 조류관찰소 1개소

### 생태적특성
- 식물상 : 애기부들, 수련, 마련, 물억새 등 114종 관찰
- 야생조류 : 황조롱이, 오색딱다구리, 청둥오리, 물총새 등
- 양서류, 파충류 : 청개구리, 옴개구리, 산개구리 등
- 곤충류 : 밀잠자리, 줄베짱이, 섬서구메뚜기, 네발나비, 나비잠자리 등
- 어 류 : 떡붕어, 대륙송사리